# Андріївська сільська рада (Машівський район)
Андріївська сільська рада — колишній орган місцевого самоврядування у Машівському районі Полтавської області з центром у c. Андріївка.

## Населені пункти
Сільраді були підпорядковані населені пункти:
- c. Андріївка
- с. Красногірка